# Zerind
Zerind é uma comuna romena localizada no distrito de Arad, na região histórica da Transilvânia. A comuna possui uma área de 61.39 km² e sua população era de 1390 habitantes segundo o censo de 2007.